# Liste des communes de la wilaya d'Adrar
Pour les autres communes, voir Liste des communes d'Algérie.
La wilaya d'Adrar est composée de 11 daïras et de 28 communes.

### Localisation des communes dans la wilaya

Communes de la wilaya d'Adrar (codes ONS) :
01. Adrar
• 02. Tamest
• 03. Charouine
• 04. Reggane
• 05. Inzghmir
• 06. Tit
• 07. Ksar Kaddour
• 08. Tsabit
• 09. Timimoun
• 10. Ouled Saïd
• 11. Zaouiet Kounta
• 12. Aoulef
• 13. Tamokten
• 14. Tamantit
• 15. Fenoughil
• 16. Tinerkouk
• 17. Deldoul
• 18. Sali
• 19. Akabli
• 20. Metarfa
• 21. Ouled Ahmed Tammi
• 22. Bouda
• 23. Aougrout
• 24. Talmine
• 25. Bordj Badji Mokhtar
• 26. Sebaa
• 27. Ouled Aïssa
• 28. Timiaouine

## Communes de la wilaya d'Adrar

### Liste des communes
Le tableau suivant donne la liste des communes de la wilaya d'Adrar, en précisant pour chaque commune : son code ONS, son nom et sa population en 2008 et mentionne celles transférées dans les wilayas de Bordj Badji Mokhtar et Timimoun à partir de 2019.
| Code ONS | Communes            | communes en arabe | Population nb. habitants | Observations                                                 |
| -------- | ------------------- | ----------------- | ------------------------ | ------------------------------------------------------------ |
| 0101     | Adrar               | أدرار             | 64 781                   |                                                              |
| 0102     | Tamest              | تأماست            | 8 266                    |                                                              |
| 0103     | Charouine           | شروين             | 11 347                   | Commune de la wilaya de Timimoun à partir de 2019            |
| 0104     | Reggane             | رقـــــان         | 20 402                   |                                                              |
| 0105     | inzghmir            | إنزغمير           | 16 185                   |                                                              |
| 0106     | Tit                 | تــيــط           | 4 417                    |                                                              |
| 0107     | Ksar Kaddour        | قصر قدور          | 4 742                    | Commune de la wilaya de Timimoun à partir de 2019            |
| 0108     | Tsabit              | تسابيت            | 14 895                   |                                                              |
| 0109     | Timimoun            | تيميمون           | 33 060                   | Commune de la wilaya de Timimoun à partir de 2019            |
| 0110     | Ouled Saïd          | أولاد سعيد        | 8 219                    | Commune de la wilaya de Timimoun à partir de 2019            |
| 0111     | Zaouiet Kounta      | زاوية كــنتة      | 17 116                   |                                                              |
| 0112     | Aoulef              | أولـــــف         | 21 723                   |                                                              |
| 0113     | Tamekten            | تـمـقـطـن         | 18 598                   |                                                              |
| 0114     | Tamantit            | تـمنـطـيط         | 9 481                    |                                                              |
| 0115     | Fenoughil           | فنوغيــل          | 11 793                   |                                                              |
| 0116     | Tinerkouk           | تينركوك           | 15 980                   | Commune de la wilaya de Timimoun à partir de 2019            |
| 0117     | Deldoul             | دلدول             | 8 647                    | Commune de la wilaya de Timimoun à partir de 2019            |
| 0118     | Sali                | ســـــالي         | 13 138                   |                                                              |
| 0119     | Akabli              | أقــبـــلي        | 10 171                   |                                                              |
| 0120     | Metarfa             | المــطــارفة      | 8 438                    | Commune de la wilaya de Timimoun à partir de 2019            |
| 0121     | Ouled Ahmed Tammi   | أولاد أحمد تميمي  | 13 547                   |                                                              |
| 0122     | Bouda               | بـــودة           | 9 938                    |                                                              |
| 0123     | Aougrout            | أوقروت            | 11 784                   | Commune de la wilaya de Timimoun à partir de 2019            |
| 0124     | Talmine             | طـلـمين           | 12 768                   | Commune de la wilaya de Timimoun à partir de 2019            |
| 0125     | Bordj Badji Mokhtar | برح باجي المختار  | 16 437                   | Commune de la wilaya de Bordj Badji Mokhtar à partir de 2019 |
| 0126     | Sebaa               |                   | 2 312                    |                                                              |
| 0127     | Ouled Aïssa         | أولاد عيسى        | 7 034                    | Commune de la wilaya de Timimoun à partir de 2019            |
| 0128     | Timiaouine          | تـمـيـاوين        | 4 493                    | Commune de la wilaya de Bordj Badji Mokhtar à partir de 2019 |